# Goodlettsville
Goodlettsville est une municipalité américaine située dans les  comtés de Davidson et Sumner, au Tennessee. Selon le recensement de 2010, Goodlettsville compte 15 921 habitants. 

## Géographie
La municipalité s'étend sur 14,32 milles carrés (37,09 km2), dont 0,17 milles carrés (0,44 km2) d'étendues d'eau. Bien que la partie située dans le comté de Sumner soit légèrement plus étendue, 7,69 milles carrés (19,92 km2) soit 54 % de sa superficie, c'est la partie de la municipalité située dans le comté de Davidson qui regroupe environ les deux tiers de la population (10 319 habitants).

## Histoire

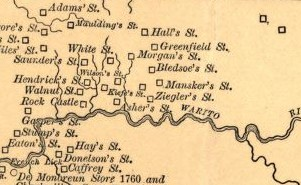
Mansker's Station apparaît sur cette carte de 1886.

En 1779, Kasper Mansker construit un fort (Mansker's Fort) sur les rives de la Mansker Creek, qu'il a explorée quelques années plus tôt. Un temps abandonné en raison de raids amérindiens, le poste de traite reprend son activité à partir 1783. Mansker's Station devient une municipalité en 1857 et prend le nom de Goodlettsville, en l'honneur de la famille Goodlett, qui a donné un médecin, un pasteur et un commerçant à la ville.